# Da'vian Kimbrough
Da'vian Jaleel Kimbrough (Woodland, condado de Yolo, Estados Unidos, 18 de febrero de 2010) es un futbolista mexicano-estadounidense. Juega de delantero y su equipo actual es el Sacramento Republic Football Club de la USL Championship.
Se convirtió en el jugador profesional más joven en la historia de Estados Unidos a la edad de 13 años, 7 meses y 13 días, cuando apareció en el primer equipo en octubre de 2023.

## Comienzos
Kimbrough nació en Woodland, California de padre afroamericano y madre mexicoestadounidense. Comenzó a jugar fútbol juvenil con North Bay Elite FC y Woodland SC. En 2021, se unió a la academia del Sacramento Republic FC. En junio de 2023, fue jugador invitado con la New York Red Bulls Academy en la Bassevelde U13 Cup, ayudándolos a convertirse en la primera academia de la MLS en ganar el torneo y fue nombrado MVP del torneo.

## Trayectoria
El 8 de agosto de 2023 firmó contrato profesional con el Sacramento Republic FC del USL Championship, a la edad de 13 años, 5 meses y 13 días, convirtiéndose en el deportista profesional más joven en la historia del deporte estadounidense. El 1 de octubre de 2023, Kimbrough hizo su debut profesional, entrando como suplente contra Las Vegas Lights, convirtiéndose en el jugador más joven en aparecer en un deporte de equipo estadounidense a la edad de 13 años, 7 meses y 13 días.

## Selección nacional
Kimbrough nació en los Estados Unidos, es de ascendencia mexicana y tiene doble ciudadanía. En octubre de 2022, fue invitado a un campamento de identificación en Estados Unidos para jugadores nacidos en 2008 y 2009 (a pesar de ser un 2010). Fue convocado a un campo de entrenamiento con la selección de México sub-16 en septiembre de 2023.